# Breitenberg (Basse-Bavière)
Pour les articles homonymes, voir Breitenberg.
Breitenberg est une commune de Bavière (Allemagne), située dans l'arrondissement de Passau, dans le district de Basse-Bavière.

## Hameaux
De nombreux hameaux émaillent le territoire de la commune :
| - Breitenberg - Burgstallberg - Gegenbach - Gollnerberg - Gollnerhäuser - Hangerleiten | - Hirschenberg - Jägerbild - Jägersteig - Kohlstatt - Neumühle - Obernstein | - Rastbüchl - Schönberg - Sonningersteig - Spiesbrunn - Tiefleiten - Ungarsteig |

## Sport
Les tremplins de saut à ski Baptist-Kitzlinger se trouvent au hameau de Rastbüchl.